# Óscar Sielva
Óscar Sielva Moreno (Olot, Gerona, España, 6 de agosto de 1991) es un futbolista español. Juega de centrocampista en la S. D. Huesca de la Segunda División de España.

## Trayectoria
Empezó jugando en el C. F. Sant Roc, equipo de su barrio de Olot, donde mostró gran parte de su talento que acabó perfeccionando en la E. F. Garrotxa, también en Olot. En 2006 pasó a las categorías inferiores del R. C. D. Espanyol.
Rápidamente se convirtió en una de las perlas de la cantera del Espanyol. En julio de 2008, siendo aún juvenil, hizo la pretemporada con el primer equipo en Perelada en la que destacó y firmó un contrato por siete temporadas. Ese verano disputó un amistoso contra el por entonces vigente campeón de Europa, el Manchester United, en Old Trafford. Debutó en Primera División la temporada 2008-09 de la mano del técnico Tintín Márquez con tan solo diecisiete años. Fue en la primera jornada contra el Real Valladolid en Montjuïc. Aunque sí contó para el técnico al principio de temporada, una serie de lesiones encadenadas no le permitieron tener continuidad en el equipo ni con Mané ni con Mauricio Pochettino.
En verano de 2009 fue cedido al F. C. Cartagena donde no tuvo mucho éxito ya que el entrenador, Juan Ignacio Martínez quiso convertirle en interior en lugar de ubicarlo en su posición natural de mediocentro. El llamado "caso Sielva" fue el detonante de que se comenzara a cuestionar al técnico en algunos sectores de la afición.[cita requerida]
En enero de 2010 regresó al R. C. D. Espanyol "B" y cinco meses más tarde el filial perico consuma su descenso a Tercera División. Ese verano hubo negociaciones entre el agente del jugador, que no quería jugar en Tercera, y el club, mientras varios clubs de Segunda División se interesaron por él. Finalmente continuó en el equipo, del que fue un habitual en las alineaciones, aunque esa campaña no consiguieron el ascenso.
La temporada 2011-12 la comenzó de nuevo con el filial blanquiazul, pero en noviembre de 2011 se anunció su fichaje por el Atlético Malagueño. Al equipo malaguista llegó de la mano del director de la escuela José Manuel Casanova, que fue coordinador de la cantera espanyolista.
Tras varias temporadas jugando en Segunda B, en 2018 recaló en la S. D. Ponferradina, equipo con el que logró el ascenso a Segunda División en su primer año. Tras tres temporadas en el club, en junio de 2021 fichó por la S. D. Eibar.
Con el conjunto armero disputó menos de 500 minutos en 18 partidos durante la campaña 2021-22, marchándose la siguiente a la S. D. Huesca tras haber llegado a un acuerdo para su cesión con una opción de compra incluida. En la temporada 2022-2023, juega 23 partidos anotando 2 goles con la S.D. Huesca. Al finalizar la campaña, el 22 de junio de 2023, la S.D. Huesca ejecuta la opción de compra, y Sielva firma para tres temporadas, hasta 2026. El 29 de abril de 2025, se confirma su renovación hasta 2029. 

## Clubes
| Club                           | País       | Año       | Categoría          | Part. | Gol. |
| ------------------------------ | ---------- | --------- | ------------------ | ----- | ---- |
| R. C. D. Espanyol              | España     | 2008-2009 | Primera División   | 6     | 0    |
| R. C. D. Espanyol "B"          | España     | 2008-2009 | Tercera División   |       |      |
| F. C. Cartagena (cedido)       | España     | 2009-2010 | Segunda División   | 9     | 0    |
| R. C. D. Espanyol "B"          | España     | 2009-2010 | Segunda División B | 12    | 1    |
| R. C. D. Espanyol "B"          | España     | 2010-2011 | Tercera División   | 30    | 6    |
| R. C. D. Espanyol "B"          | España     | 2011-2012 | Tercera División   |       |      |
| Club Atlético Malagueño        | España     | 2012-2013 | Tercera División   |       |      |
| Swansea City A. F. C. Reserves | Inglaterra | 2013-2014 | U21 League         |       |      |
| U. E. Olot                     | España     | 2014-2015 | Segunda División B | 26    | 1    |
| Marbella F. C.                 | España     | 2015-2016 | Segunda División B | 34    | 1    |
| U. D. Somozas                  | España     | 2016-2017 | Segunda División B | 17    | 0    |
| Club Rápido de Bouzas          | España     | 2017-2018 | Segunda División B | 34    | 5    |
| S. D. Ponferradina             | España     | 2018-2019 | Segunda División B | 42    | 3    |
| S. D. Ponferradina             | España     | 2019-2020 | Segunda División   | 39    | 0    |
| S. D. Ponferradina             | España     | 2020-2021 | Segunda División   | 29    | 10   |
| S. D. Eibar                    | España     | 2021-2022 | Segunda División   | 18    | 0    |
| S. D. Huesca                   | España     | 2022-2023 | Segunda División   | 23    | 2    |